# Ephippitytha
Ephippitytha is een geslacht van rechtvleugeligen uit de familie sabelsprinkhanen (Tettigoniidae). De wetenschappelijke naam van dit geslacht is voor het eerst geldig gepubliceerd in 1838 door Serville.

## Soorten
Het geslacht Ephippitytha omvat de volgende soorten:
- Ephippitytha biramosa Rehn, 1907
- Ephippitytha froggatti Kirby, 1906
- Ephippitytha irrorata Serville, 1838
- Ephippitytha kuranda Rentz, Su & Ueshima, 2008
- Ephippitytha maculata Evans, 1847
- Ephippitytha trigintiduoguttata Serville, 1838